# Leucochimona hyphea
Leucochimona hyphea is een vlindersoort uit de familie van de prachtvlinders (Riodinidae), onderfamilie Riodininae.
Leucochimona hyphea werd in 1776 beschreven door Cramer.